# Jeune Fille assise, un livre à la main
Pour les articles homonymes, voir Jeune Fille assise et Jeune Fille assise, robe persane.
Jeune Fille assise, un livre à la main est un tableau réalisé entre 1865 et 1870 par le peintre français Jean-Baptiste Camille Corot.

## Description
Cette peinture à l'huile sur toile représente une jeune fille tenant un livre à la main. 
La signature en rouge est placée en bas à gauche.

## Histoire de l'œuvre
Le tableau a été peint d'après Mademoiselle Gréledue.
Il a été vendu  à titre posthume 340 francs, puis revendu en 1978, en 1896 pour 820 francs et en 1900 pour 4 000 francs.
Le tableau a été légué par Charles-Auguste Marande en 1936 à la ville du Havre. Il est aujourd'hui conservé au musée d'Art moderne André-Malraux, au Havre, en Seine-Maritime.